# Gabriella Leto
Gabriella Leto (Roma, 18 marzo 1930 – Roma, 18 maggio 2019) è stata una scrittrice, poetessa e traduttrice italiana.

## Biografia
Nata Gabriella Quattrocchi a Roma il 18 marzo 1930 da Adriana Carnelli e Alessandro Quattrocchi, crebbe nella capitale negli anni della guerra e si laureò in Lettere Classiche alla Sapienza. 
Esordì nel 1973 con due componimenti su "Paragone", che apparvero due anni dopo sull'Almanacco dello specchio. Prese parte nel 1980 all'antologia einaudiana Nuovi poeti italiani I per poi finalmente dare alle stampe un volume dieci anni dopo, Nostalgia dell'acqua,  che le valse il Premio Viareggio nel 1991. 
Successivamente pubblicò altre due raccolte di componimenti poetici: L'ora insonne nel 1997 e Aria alle stanze nel 2003. Molto attiva anche nel campo della traduzione di poeti latini, curò per Einaudi Le Eroidi e Gli Amori di Ovidio e le Elegie di Properzio.
Insegnante di latino e greco fino all'età della pensione presso il liceo Terenzio Mamiani di Roma, è morta a Roma il 18 maggio 2019.

## Vita privata
Sposata con Giovanni Leto, aveva due figli, Livia e Luca.

## Opere principali

### Poesia
- 1990 Nostalgia dell'acqua (Einaudi)
- 1997 L'ora insonne (Einaudi)[5]
- 2003 Aria alle stanze (Einaudi)[6]

### Antologie
- 1980, Nuovi poeti italiani I a cura di Emilio Faccioli (Einaudi)

### Traduzioni
- 1966 Eroidi di Ovidio (Einaudi)
- 1970 Elegie di Properzio (Einaudi)
- 1985 Notre-Dame de Paris di Victor Hugo (Mondadori)
- 1995 Gli Amori di Ovidio (Einaudi)
- 1998 Versi e precetti d'amore. Amores, Ars amatoria, Medicamina faciei, Remedia amoris di Ovidio (Einaudi)